# Kinghamia engleriana
Kinghamia engleriana là một loài thực vật có hoa trong họ Cúc. Loài này được (Muschl.) C.Jeffrey mô tả khoa học đầu tiên năm 1988.